# Người lao động

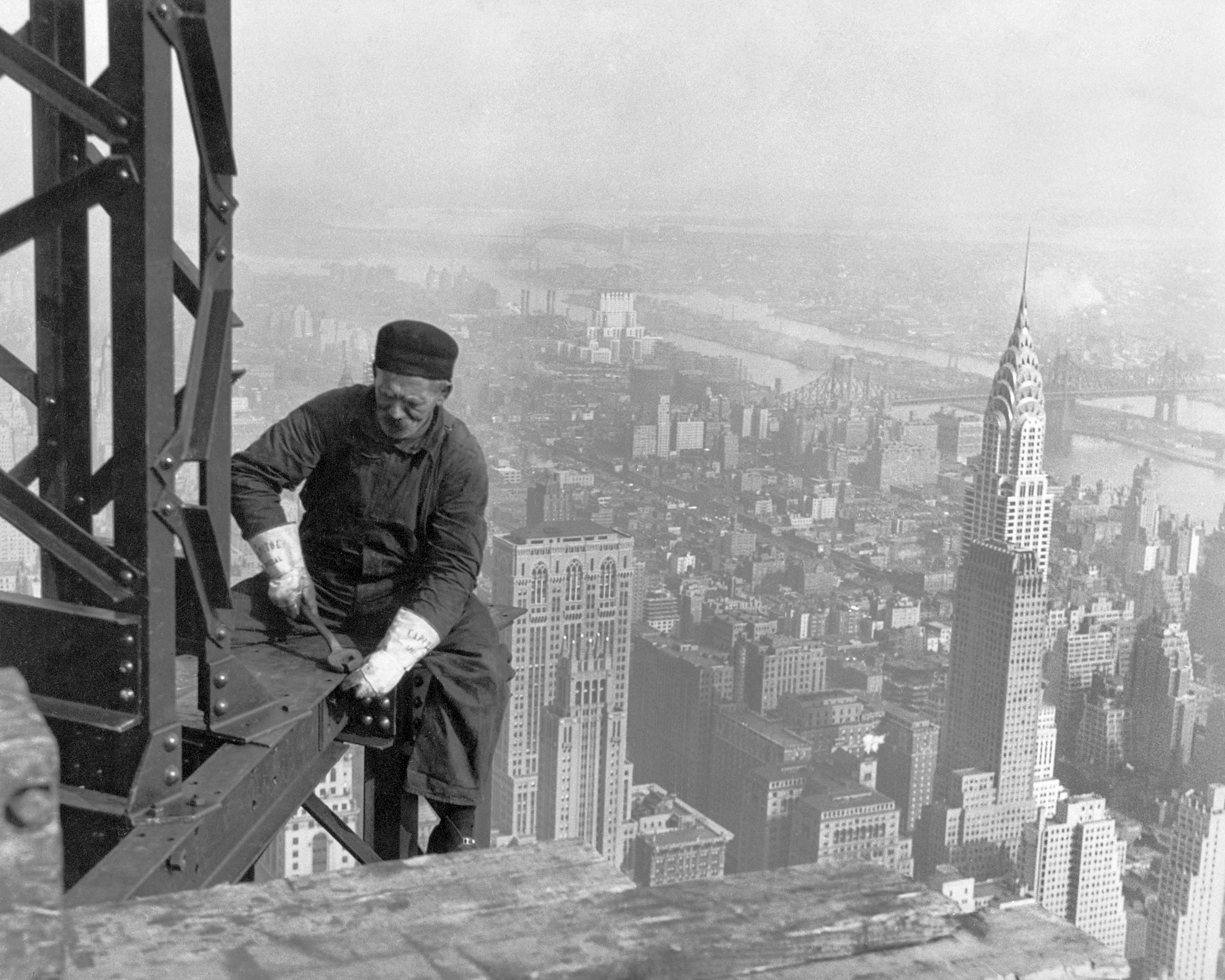
Ảnh chụp trong thập niên 30 về một người lao động trung niên trên khung sườn của tòa nhà Empire State, New York, Hoa Kỳ.

Người lao động, người làm công, người làm thuê, người thợ hay nhân công là người làm công ăn lương, đóng góp lao động và chuyên môn để nỗ lực tạo ra sản phẩm cho người sử dụng lao động và thường được thuê với hợp đồng làm việc (giao kèo) để thực hiện các nhiệm vụ cụ thể được đóng gói vào một công việc hay chức năng.
Trong hầu hết các nền kinh tế hiện đại, thuật ngữ "nhân viên", "công nhân" đề cập đến một mối quan hệ được xác định cụ thể giữa một cá nhân và một công ty, mà khác với những khách hàng tiêu dùng.
Người lao động cũng thường kết hợp thành các công đoàn hoặc nghiệp đoàn độc lập để bảo vệ quyền lợi của mình.
Tại nhiều quốc gia như Đức, kể từ khi cải cách pháp luật thông qua Đạo luật Hiến pháp trình trong năm 2001, theo pháp lý không còn phân biệt giữa nhân viên và công nhân, § 5, khoản 1 WCA cả hai được gọi chung là "người lao động" . Luật này tác động đến một số thỏa thuận thương lượng tập thể của Đức. Như vậy, trong những năm gần đây, sự tách biệt và phân biệt đối xử giữa công nhân, viên chức, nhân viên hoặc cán bộ - thực hiện các hoạt động trong nhiều ngành công nghiệp tương tự hoặc hoạt động tương tự - được bãi bỏ, như trong các thoả ước tập thể cho dịch vụ công cộng (TvöD) và trong các thoả ước tập thể về khuôn khổ của hợp đồng làm việc.
Các loại hình thức làm việc khác được sắp xếp như tôi tớ, đày tớ, nô lệ mà bây giờ không thường thấy ở các nước phát triển nhưng vẫn còn xảy ra ở những nơi khác.

## Việt Nam
Tại Việt Nam, Khoản 1 Điều 3 Bộ luật lao động năm 2012 định nghĩa: Người lao động là người từ đủ 15 tuổi trở lên, có khả năng lao động, làm việc theo hợp đồng lao động, được trả lương và chịu sự quản lý, điều hành của người sử dụng lao động. Người lao động có thể là người:
- Lao động phổ thông, lao động chân tay (có tay nghề hoặc không có tay nghề): Công nhân, thợ, nông dân làm thuê (tá điền), người giúp việc,...
- Lao động trí óc (hoặc lao động văn phòng): Nhân viên (công chức, cán bộ, chuyên gia,...

Ngày 20/11/2019, Quốc hội đã ban hành Bộ luật Lao động 2019  thay thế cho Bộ luật Lao động 2012. Bộ luật Lao động 2019 chính thức có hiệu lực kể từ 01/01/2021. Tại Khoản 1 Điều 3 Bộ luật lao động 2019 quy định Người lao động như sau: Người lao động là người làm việc cho người sử dụng lao động theo thỏa thuận, được trả lương và chịu sự quản lý, điều hành, giám sát của người sử dụng lao động. 
Bên cạnh đó, tại Bộ luật mới này có nhiều quy định mới  so với quy định cũ tại BLLĐ 2012, đơn cử như: Loại hợp đồng lao động , tuổi nghỉ hưu, nghỉ lễ Quốc Khánh,...